# Vasoaktiv intestinal peptid
Vasoaktiv intestinal peptid (VIP) är ett peptidhormon och neuropeptid som också fungerar som ett gastrointestinalt hormon.
VIP är mycket basiskt och består av 28 aminosyror. Det skyddar nervcellerna från att dö, och påverkar processer i det kardiovaskulära systemet, andningssystemet och matspjälkningen. Det binds vid cellytan i de organ det verkar i, på VIP-receptorer; det finns två olika former sådana: typ I som huvudsakligen finns i centrala nervsystemet, och typ II finns i lymfocyterna och påverkar immunförsvaret genom att bidra till immunosuppression och fungera antiinflammatoriskt. Typ I-receptorerna aktiverar sköldkörteln och adenylatcyklasen. VIP reglerar metaboliseringen av glykogen i hjärnbarken, samt frisätter prolaktin, elektrocyter och katekolaminer. I sig fungerar VIP avslappnande på den glatta muskulaturen. Dess neuroprotektiva funktion kan vara en nyckel till förståelsen av etiologin och behandlingen av Alzheimers sjukdom och Parkinsons sjukdom.
Vipom är en form av karcinoidsyndrom, ett sjukdomstillstånd när en tumör frisätter för mycket VIP och orsakar vasodilation.